# Marjori Declercq
Marjori Dominique Declercq (Paramaribo, 22 september 1978) is een Surinaamse zangeres. Ze werd in 1994 uitgeroepen tot Hotvoice Mix Queen van Rapars Soundmix Show en was zangeres van de Kasimex Houseband. In 2000 zong ze het winnende lied tijdens SuriPop XI.

## Biografie
Marjori Declercq begon haar zangcarrière op 9-jarige leeftijd in het Srio Kinderkoor onder leiding van Roy Mac Donald. Als leadzangeres van het koor werd ze bekend met de nummers Boyo en Tineke gans. Op 13-jarige leeftijd vertegenwoordigde ze de I.P.J. Berkenveldschool tijdens het Nationaal Scholieren Songfestival en bemachtigde een finaleplek.
In 1994 werd ze met haar vertolking van Luna van Ana Gabriel uitgeroepen tot Hotvoice Mix Queen tijdens Rapars Soundmix Show. Hierna nam haar zangcarrière een snelle wending. Ze kreeg haar eigen floorshows in de Saramacca Bar van Hotel Torarica en werd regelmatig voor diverse optredens benaderd. Ook startte ze in de muziekformatie All Sound van Lloyd Goedhart. Tijdens de Soundmix Show van de STVS behaalde ze de tweede plaats. Op 14-jarige leeftijd startte ze in muziekformatie Kasimex Houseband en maakte ze diverse tours naar het buitenland, waaronder Frans-Guyana en Nederland. Ze bleef voor de groep zingen tot 2007.
Ze bereikte de finales van SuriPop X (1998) en SuriPop XI (2000) met achtereenvolgens Opo mi en Yu na mi son. Het laatste lied zong ze  in een duet met Vernon Mercuur. Het werd gecomponeerd door Ruth Koenders en bereikte de eerste plaats van het evenement. Het nummer verscheen op enkele verzamelalbums van SuriPop.
Met haar vertrek in 2007 naar Nederland zette ze een punt achter haar muziekcarrière.